# Susana Bosch
Susana Bosch Torres (Montevideo, 10 de enero de 1958) es una pedagoga, docente, compositora, conductora y cantante uruguaya, referente de la música infantil de su país.

## Trayectoria
Comenzó a cantar a los 15 años en el grupo Los campos. Integró el grupo Teatro 8 donde participó en varias obras. 
En 1975, a los 17 años, se integró al colectivo musical Canciones para no dormir la siesta.
Ha participado también en distintas propuestas musicales para adultos, tanto en Uruguay como en el exterior, entre ellas Barcarola, Contraviento y la murga La bolilla que faltaba. Ha desarrollado actividad solista.
Es integrante y fundadora de "Papagayo azul".
En distintos años, formó parte del jurado del carnaval montevideano, para las categorías de Humoristas y Parodistas, evaluando musicalidad y arreglos corales. También presidió el jurado del Carnaval de las Promesas.
Durante 15 años, Bosch produjo y condujo el programa radial infantil "Para escucharte mejor", emitido por Emisora del Sur (RNU). En noviembre de 2020, el Servicio de Comunicación Audiovisual Nacional levantó el programa.
Durante 2021, Bosch escribió, editó, narró y grabó el programa radial infantil "Para escucharte mejor", emitido por la emisora de radio infantil por internet Butiá Plus. Estuvo acompañada por Fernando Yáñez en la realización técnica y la ambientación sonora.

## Encuentros y espectáculos
- "Para escucharte mejor", espectáculo auspiciado por la Organización Mundial de la Educación Preescolar (OMEP), el Ministerio de Educación y Cultura (MEC) y la Intendencia Municipal de Montevideo (IMM).
- Participación en el "Encuentro del Movimiento de la canción para la infancia" (Argentina, 2000).
- Participación en la organización del "7.º encuentro de la canción infantil" de Latinoamérica y el Caribe (Montevideo - Piriápolis - Paysandú, Uruguay, 2005).
- Participación en la organización del "8.º encuentro de la canción infantil" de Latinoamérica y el Caribe (Valparaíso, Chile, 2007).
- Participación en la organización del "10.º encuentro de la canción infantil" de Latinoamérica y el Caribe (Ribeirao Preto, Brasil, 2011).
- Participación en la organización del "11.º encuentro de la canción infantil" de Latinoamérica y el Caribe (Bogotá, Melgar, Colombia, 2013).
- Participación en la organización del "12.º encuentro de la canción infantil" de Latinoamérica y el Caribe (Santiago, Chile, 2015), en el que recibe un especial reconocimiento por su trayectoria

## Reconocimientos
- En 2004 fue premiada por su disco "El compañero" por la Tribuna Musical de América Latina y el Caribe (TRIMALCA, UNESCO).
- En 2006 fue designada integrante "Honoris causa" de la Asociación de estudiantes de derecho, en reconocimiento a sus aportes a la cultura.

## Obra
Discos como solista:
- Hacemos de cuenta (1992).
- Saliendo del pentagrama (1998).
- El compañero (2001).
- Las canciones de Mateo (2005).
- Para escucharte mejor.´(2009).
- Canciones chiquitas (2015).